# СіТі Флетчер
СіТі Флетчер (англ. CT Fletcher; нар. 8 червня 1959, Пайн-Блафф) — колишній американський паверліфтер, шестиразовий чемпіон світу (триразовий чемпіон світу з виваги лежачи і триразовий чемпіон з виваги на біцепс). В 1977 році йому виповнилося 18 років і він приєднався до армії США. Нині закінчив професійні виступи через проблеми з серцем. Найбільшу популярність отримав завдяки своїм відео в мережі YouTube.

## Паверліфтинг
Як стверджує сам Флетчер, його шлях почався з паверліфтинга. Флетчер виступав на змаганнях з паверліфтингу, найкращий показник з виваги лежачи був 295 кг, але він стверджує (і є свідки), що на тренуванні, коли йшла підготовка до змагання, він зміг потягнути 328 кг. Найкраще присідання з вагою таке саме як і при вивазі лежачи — 328 кг. На той час Флетчер важив 128 кілограм. Під час занять паверліфтинга СіТі взагалі не турбувався про харчування.
Впродовж 20-ти років був постійним відвідувачем в Макдональдсі. Розповідаючи про себе, каже, що всі співробітники наперед знали, що він буде їсти на обід. Він зазвичай з'їдав 4 бігмака, 4 картоплі фрі, 2 молочних коктейлі і 4 чотири яблучних пирога. І так кожен день в одному і тому ж Макдональдсі.
За такого режиму харчування і тренувань організм не витримав, Флетчер кілька разів опинявся в лікарні, і врешті-решт медики сказали йому, що потрібно лягати на операцію і міняти серцевий клапан. Але щоб уникнути самої операції, Флетчеру запропонували скинути вагу. Він зміг скинути 20 кг ваги, але і це не запобігло операції. Загалом, операція все ж відбулася, йому замінили клапан. Він досить довго відновлювався після операції, і якщо до операції він важив 135 кілограм, то після неї — 85 кілограм.

## Популярність на Ютубі
Все почалося в лютому 2013 року. Саме тоді СіТі Флетчер завантажив в мережу своє перше відео. Коли він викладав це відео в Ютубі, він був впевнений що ніхто не стане це дивитися. СіТі тренується і бере участь у змаганнях різних категорій вже досить давно, але крім людей, що займаються паверліфтингом Флетчера ніхто не знав.
Одного разу до нього в зал прийшов хлопець який хотів дізнатися про те, чи правда що Флетчер помирав кілька разів. Він спеціально прийшов у зал Metroflex щоб взяти у СіТі інтерв'ю щодо цієї інформації. Тоді Флетчер абсолютно не хотів популярності тому просто розказав історію свого життя без цензури і брехні. Після цього реакція людей на це відео була неймовірною.
Перше відео, яке він завантажив в мережу отримало купу відгуків. З того моменту СіТі став завантажувати все більше і більше відеоматеріалу, приблизно раз на тиждень. Оператором всього матеріалу, який знімає Флетчер той самий хлопець, який взяв перше інтерв'ю, Араш.